# ماكسيميليانو أوليفا
ماكسيميليانو أوليفا (بالإسبانية: Maximiliano Oliva)‏ (4 مارس 1990 في الأرجنتين - ) هو لاعب كرة قدم أرجنتيني في مركز الدفاع. شارك مع منتخب الأرجنتين تحت 17 سنة لكرة القدم ومنتخب الأرجنتين تحت 20 سنة لكرة القدم. أما مع النوادي، فقد لعب مع أريس ليماسول وإستوديانتيس دي لا بلاتا وتيغري وريفر بليت وCrucero del Norte ‏ وIndependiente Rivadavia ‏ وسان مارتين دي سان خوان.

## روابط خارجية
- ماكسيميليانو أوليفا على موقع قاعدة بيانات كرة القدم.إي يو (الإنجليزية)
- ماكسيميليانو أوليفا على موقع Soccerway.com (الإنجليزية)